# CX3CL1
Fractalquina (ou Fractalcina), também conhecida como ligante 1 de quimiocina (motivo C-X3-C) é uma proteína que é codificada em humanos pelo gene C-X3-CL1.

## Função
A fractalkina é uma citocina grande, que contém 373 aminoácidos, Ela contém múltiplos domínis e é o único membro conhecido da família de quimiocinas CX3C.É também conhecida pelos nomes  fractalkina (em humanos) e neurotactina (em camundongos). A estrutura polipeptídica de CX3CL1 difere da estrutura típica das quimiocinas. Por exemplo, o espaçamento entre as características cisteínas  N-terminais é diferente; há 3 aminoácidos separando o par inicial de cisteínas em CX3CL1, enquanto nenhum separa as quimiocinas CC e apenas um aminácido no meio em quimiocinas CXC. CX3CL1 é produzida como uma proteína (com 373 aminoácidos em humanos) com um  talo estendido semelhante a mucina e um domínio de quimiocina no topo. O talo semelhante a mucina permite a ligação a superfície de algumas células. Contudo, uma versão solúvel (90 kD) já foi também observad.A CX3CL1 solúvel potencialmente atrai células T e monócitos, enquanto a quimiocina ligada a células promove adesão leucocitária forte em células endoteliais ativadas, onde ela é expressa. A CX3CL1 promove suas funções adesivas e migratórias através de interação com o receptor de quimiocina  CX3CR1. Seu gene localiza-se no cromossomo 16 junto com algumas quimiocinas CC conhecidas como CCL17 e CCL22.
CX3CL1 é regulada positivamente no hipocampo durante uma breve janela temporal que segue-se ao aprendizado espacial, que possivelmente está relacionado a regulação do tom da neurotransmissão mediada por glutamato. Isso indica um possível papel da quimiocina no processo protetor de plasticidade conhecido como  escalonamento sináptico ("synaptic scaling").
Outra função importante da CX3CL1, é no processo inflamatório hipotalâmico oriundo de uma alta ingestão de gordura saturada.
Carraro e colaboradores, demostraram em camundongos, que a quantidade proteica de fractalkina se eleva a partir de 3 horas após o início do consumo de dieta hiperlipídica. Desta forma, o sinal inflamatório gerado por essa proteína é o mais precoce no sistema nervoso central.